# Kinect Sports

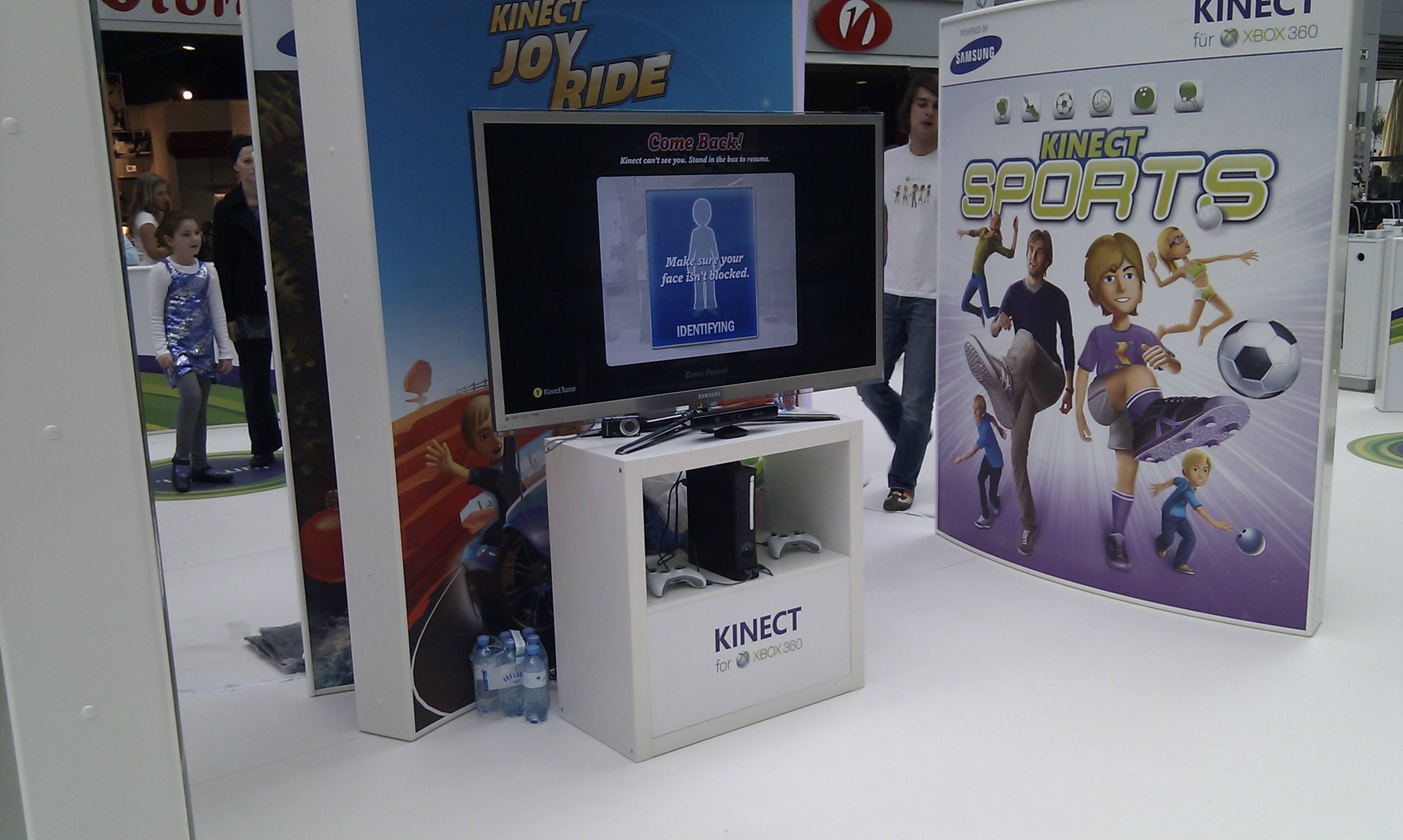
Stand promocional de Kinect Sports en Millennium 2010.

Kinect Sports es un juego de deportes desarrollado por Rare y publicado por Microsoft Game Studios para el Xbox 360 . El juego utiliza el Kinect de detección de movimiento periférico y fue lanzado en América del Norte, Europa, Australia y Japón, en noviembre de 2010 como un título de lanzamiento para Kinect.
El juego es una colección de seis simulaciones de deportes y ocho minijuegos, diseñado para demostrar las capacidades de detección de movimiento de Kinect.
Kinect Sports tiene una secuela llamada Kinect Sports: Season Two, desarrollado por Rare y BigPark, salió a la venta en octubre de 2011, junto con un pack del juego llamado Kinect Sports Ultimate Collection paquete el 18 de septiembre de 2012 con contenido extra adicional.

## En el Juego
Hay seis deportes diferentes en 'Kinect Sports' cuenta también con un modo multijugador tanto a nivel local y en línea, con una mezcla de opciones de juego competitivos y cooperativos. Además, los jugadores también pueden tomar parte en ocho minijuegos en el deporte minijuegos, o participar en el modo Party Play diseñado para dar cabida a un mayor número de jugadores acumulados en la misma sala, dividida en dos equipos.
Los jugadores están representados en el juego por su avatar de Xbox 360. Uso del sensor Kinect, los gestos físicos de los jugadores y los movimientos del cuerpo se realiza un seguimiento y se traduce en acciones dentro del juego sin necesidad de un controlador.
Al final de cada evento, los jugadores se les muestra un vídeo recopilatorio de sus "mejores momentos" capturados por el Kinect sensor. Los clips pueden ser subidos a la web KinectShare donde se puede descargar, borrar o compartir directamente con Facebook.

### Deportes
En el juego hay 6 simulaciones de juego:

### Bowling
El bowling es un deporte de "Kinect Sports" que se realiza en recintos cerrados, el que consiste en derribar un conjunto de piezas de madera (llamados bolos, pinos o palitroques) mediante el lanzamiento de una pesada bola contra ellos. A diferencia de otras modalidades de juegos de bolos, en ésta, la bola rueda o se desliza y no se lanza al aire.

### Boxeo
El boxeo es un deporte de "Kinect Sports" en el que dos contrincantes luchan utilizando únicamente sus puños con guantes, golpeando a su adversario de la cintura hacia arriba, dentro de un cuadrilátero especialmente diseñado a tal fin, en breves secuencias de lucha denominadas asaltos o rounds.

### Atletismo
El atletismo es un deporte de "Kinect Sports", este deporte contiene un gran conjunto de disciplinas agrupadas en carreras, saltos, lanzamientos, pruebas combinadas y marcha. Es el arte de superar el rendimiento de los adversarios en velocidad o en resistencia, en distancia o en altura.

### Tenis de mesa
El tenis de mesa es un deporte de "Kinect Sports", es un deporte que se disputa entre dos jugadores o dos parejas (dobles) que están en una mesa asemejando jugar Tenis.

### Fútbol
El fútbol es un deporte de "Kinect Sports", es un deporte de equipo jugado entre dos conjuntos de once jugadores cada uno y cuatro árbitros que se ocupan de que las normas se cumplan correctamente. Es ampliamente considerado el deporte más popular de "Kinect Sports". En dicho deporte, el jugador se quedara quieto en el sitio y tendrá un pequeño plazo de tiempo para decidir que hacer a continuación, ya sea pasar o lanzar a portería. Para defender, puedes intentar quitar la pelota al rival, y, en caso de jugar con el portero, tendrás un pequeño indicador de donde irá la pelota y tendrás un corto plazo de tiempo para pararla.

### Voleibol
El voleibol es un deporte de "Kinect Sports", es un deporte donde dos equipos se enfrentan sobre un terreno de juego liso separados por una red central, tratando de pasar el balón por encima de la red hacia el suelo del campo contrario. El balón puede ser tocado o impulsado con golpes limpios, pero no puede ser parado, sujetado, retenido o acompañado.
- Datos: Q1741985